# Brzozowo Nowe (gromada)
Brzozowo Nowe – dawna gromada, czyli najmniejsza jednostka podziału terytorialnego Polskiej Rzeczypospolitej Ludowej w latach 1954–1972.
Gromady, z gromadzkimi radami narodowymi (GRN) jako organami władzy najniższego stopnia na wsi, funkcjonowały od reformy reorganizującej administrację wiejską przeprowadzonej jesienią 1954 do momentu ich zniesienia z dniem 1 stycznia 1973, tym samym wypierając organizację gminną w latach 1954–1972.
Gromadę Brzozowo Nowe z siedzibą GRN w Brzozowie Nowym (w obecnym brzmieniu Nowe Brzozowo) utworzono – jako jedną z 8759 gromad na obszarze Polski – w powiecie przasnyskim w woj. warszawskim, na mocy uchwały nr VI/10/16/54 WRN w Warszawie z dnia 5 października 1954. W skład jednostki weszły obszary dotychczasowych gromad Brzozowo-Łęg, Brzozowo-Maje, Brzozowo Nowe, Brzozowo Stare i Pęcherze oraz wieś Brzozowo-Dąbrówka z dotychczasowej gromady Brzozowo-Dąbrówka ze zniesionej gminy Dzierzgowo w tymże powiecie. Dla gromady ustalono 13 członków gromadzkiej rady narodowej.
Gromadę zniesiono 31 grudnia 1959, a jej obszar włączono do gromady Dzierzgowo w tymże powiecie.